# Roberta Mazzoni (cantante)
Roberta Mazzoni, pseudonimo di Gilberta Mazzoni (Molinella, 4 ottobre 1941), è una cantante italiana che ha avuto una certa notorietà a metà degli anni sessanta. Ha inciso per la Jolly.

## Biografia
Si è avvicinata alla musica ancora da bambina e nel 1960 è entrata a far parte come cantante in gruppi di ballo liscio attivi in Emilia-Romagna. Il suo debutto discografico è avvenuto nel 1961 con l'incisione di un disco - "Midi Midinette " - distribuito sul lato A di un 45 giri omaggio allegato alla rivista di enigmistica Nuova Enigmistica Tascabile. Dell'anno successivo è un altro 45 giri, Il gabbiano/La casa.
Nel 1963 la cantante prende parte al festival di Castrocaro piazzandosi al terzo posto. La buona posizione di classifica le vale un contratto discografico con la Jolly che l'anno successivo le pubblica i singoli Sulla neve con me / I tuoi baci sono baci e Non devi più (cover di Don't Try to Fight it Baby) / Di sera non esco. Piero Soffici e Vito Pallavicini scrivono poi per lei Bugiardo, un brano che la inserisce nelle classifiche di vendita. Segue nello stesso anno L'amore di Nessuno (versione di This Empty Place di Burt Bacharach).
Nel 1965, Mazzoni partecipa al Cantagiro presentando il brano composto da Gianni Morandi con Alfredo Medici e Alberti Ho sofferto per te. Si piazza al secondo posto e il relativo singolo ottiene un ottimo successo di vendite. Sempre nel 1965 appare nel film musicarello di Tullio Piacentini Viale della canzone.
Al Cantagiro 1966 presenta Io di notte, una canzone composta da Al Bano; sempre nello stesso anno partecipa anche al Festival delle Rose del 1966, dove ha presentato Come ritorna il giorno, testo di Alberto Testa e musica di Eros Sciorilli.
In quel periodo Mazzoni partecipa poi al festival di Zurigo e a tournée a New York e in Canada con i colleghi Nicola Di Bari, Remo Germani e Tony Dallara.
Del 1967 è la pubblicazione del suo unico album discografico: contiene i successi pubblicati in singolo oltre a canzoni della tradizione romagnola (Romagna mia) e standard come Cuccurucucu paloma e Quando sei con lei, da un brano di Dusty Springfield tradotto da Vito Pallavicini.
Tra i brani da lei incisi vi è anche Ho paura, scritta da Umberto Balsamo ed Herbert Pagani.
Dopo due anni viene scritturata dalla casa discografica Rare con cui incide La nostra favola (Delilah nella versione di Jimmy Fontana) ed altri singoli. Ma nel 1971 la cantante, nel frattempo sposatasi con un musicista, si ritira per dedicarsi alla famiglia. L'assenza dal palcoscenico dura però poco, tanto che già nel 1972 è assieme all'orchestra del marito Berardo Scaglioni con cui continua ad esibirsi per tutti gli anni ottanta e per metà degli anni novanta.
Si è ritirata nel 1995 per intraprendere una nuova attività: quella di conduttrice su un'emittente privata di un programma radiofonico intitolato Musa e parole.

## Discografia

### Album in studio
- 1966 - Roberta Mazzoni (Jolly, LPJ 5054)
- 1967 - Roberta Mazzoni (Musidisc edizione brasiliana dell'album Roberta Mazzoni)
- 1973 - Cucurrucucu Paloma (Joker, SM 3435; con l'orchestra di Berardo Scaglioni)

### Singoli
- 1961 - Midi -midinette/E' solo questione di tempo (Nuova Enigmistica Tascabile, N 364)
- 1962 - Il gabbiano/La casa (Nuova Enigmistica Tascabile, N 399)
- 1963 - Sulla neve con me/I tuoi baci sono baci (Jolly, J 20221)
- 1964 - Di sera non esco/Non devi più (Jolly, J 20223)
- 1964 - I tuoi baci sono baci/L'amore di nessuno (Jolly, J 20241)
- 1964 - Bugiardo/Sulla neve con me (Jolly, J 20253)
- 1964 - Ora so d'essere donna/Quando sei con lei (Jolly, J 20295)
- 1965 - Ho sofferto per te/Non sai la strada (Jolly, J 20307)
- 1965 - Questa è l'ultima sera/Una sera con la luna (Jolly, J 20333)
- 1966 - Io di notte/Un grande amore (Jolly, J 20353)
- 1967 - Sarà triste per te/Come ritorna il giorno (Jolly, J 20395)
- 1967 - Ho paura/Sarai solo (Jolly, J 20413)
- 1968 - La nostra favola/un'ora basterà (Rare, NP 77502)
- 1970 - Un angelo a metà/Paraperazum bum bum (Rare, NP 77532)